# 유파라
유파라(u-para)는 일본의 디쉬파인 그룹과 합작으로 대규모의 복합놀이문화 공간이다.

## 위치
- 서면점: 부산광역시 부산진구 부전동 쥬디스태화 신관 6층, 7층
- 해운대점: 부산광역시 해운대구 우1동 스펀지
- 송내점: 경기도 부천시 상동 부천종합터미널